# Mimozotale trivittata
Mimozotale trivittata är en skalbaggsart som först beskrevs av Maurice Pic 1931.  Mimozotale trivittata ingår i släktet Mimozotale och familjen långhorningar. Inga underarter finns listade i Catalogue of Life.